# 표트르 위신스키
표트르 "피오트렉" 위신스키(2003년 8월 20일 출생)는 폴란드의 레이싱 드라이버로, 가장 최근에는 로댕 모터스포트 소속으로 2024 FIA 포뮬러 3 챔피언십에 출전했으며, 2023년에는 샤루즈의 PHM 레이싱 시리즈에 출전한 바 있다. 그는 이전에 이탈리아 F4와 포뮬러 유럽 지역 챔피언십에 출전한 적이 있다.

## 경력

### 카트 레이싱 경력
위신스키는 2014년에 11살의 나이로 프로 카트 레이싱을 시작했다. 그 기간 동안 그는 미니 맥스 부문에서 로탁스 맥스 챌린지 중부-동부 유럽에서 2위를 차지했다. 그는 2016년 CIK-FIA 카트 아카데미 트로피에서 21위를 차지했다. 위신스키는 2015년부터 2019년까지 더 많은 로탁스 맥스 챌린지에 참가했지만 우승을 차지하지 못했다.

### 포뮬러 4

#### 2020
위신스키는 2020 이탈리아 F4 챔피언십에서 젠저 모터스포트와 함께 싱글 시트 데뷔를 했다. 위신스키는 몬자 라운드에서 첫 번째 레이스 동안 도로에서 9위를 차지한 후 가브리엘레 미니가 페널티를 받으면서 8위로 승격될 때까지 대부분의 시즌 동안 포인트를 기록하지 못했다. 위신스키는 두 번째 레이스에서 6위로 포인트를 추가했지만 결국 시즌을 완주하지 못했다. 그는 12점으로 19위로 챔피언십을 마무리했다.

#### 2021

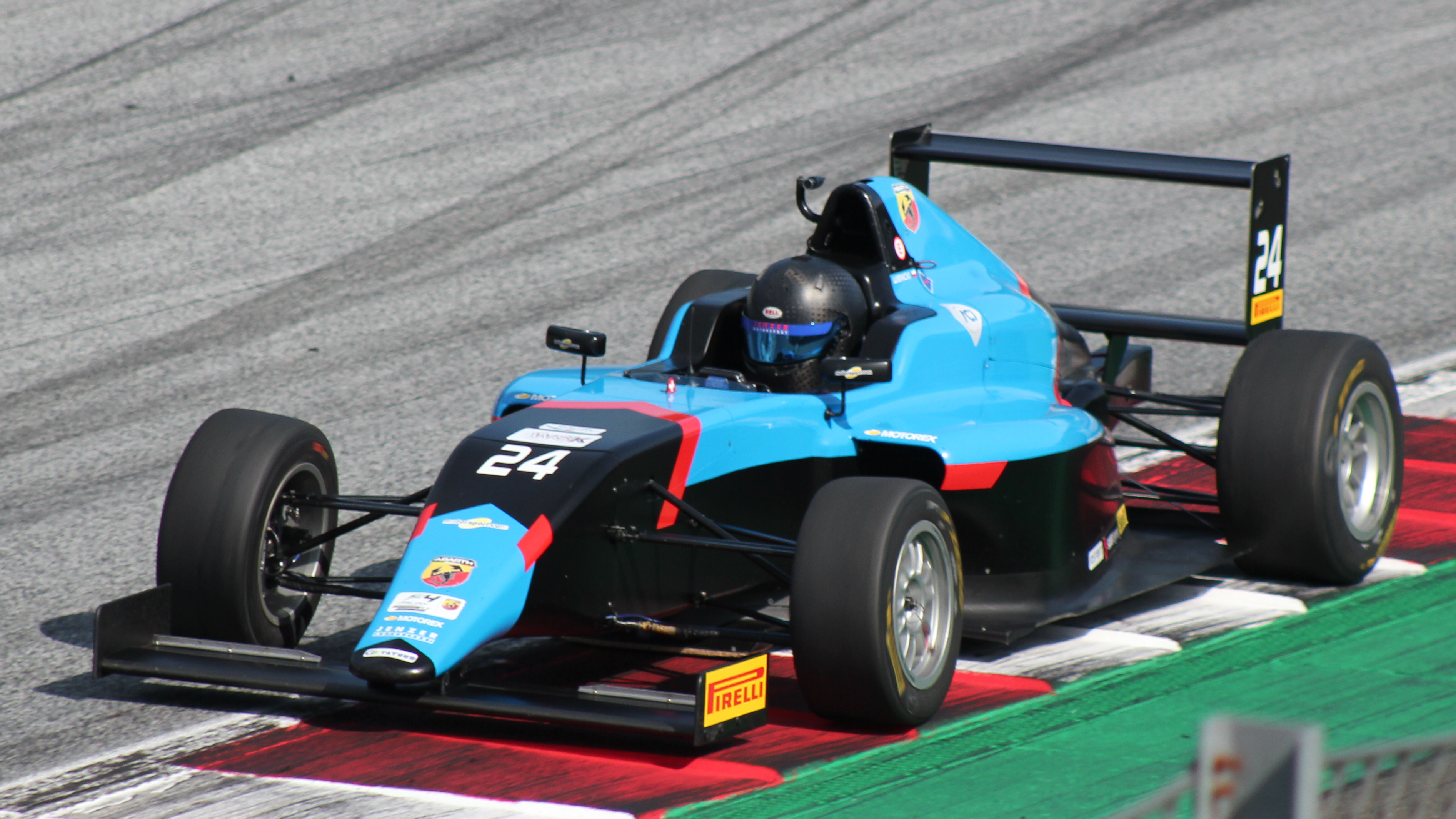
위신스키가 레드불 링에서 열린 2021 이탈리아 F4 챔피언십에 출전하고 있다.

위신스키는 2021 이탈리아 F4 챔피언십에서 젠저 모터스포트에 남아 있었다. 그의 첫 번째 포인트는 발레룽가에서 열린 두 번째 레이스에서 기록되었으며, 이후 세 개의 포인트를 추가하여 최고점인 7위를 기록했다. 위신스키는 챔피언십에서 23위로 시즌을 마감하며 15점을 기록했다.

### 포뮬러 리저널

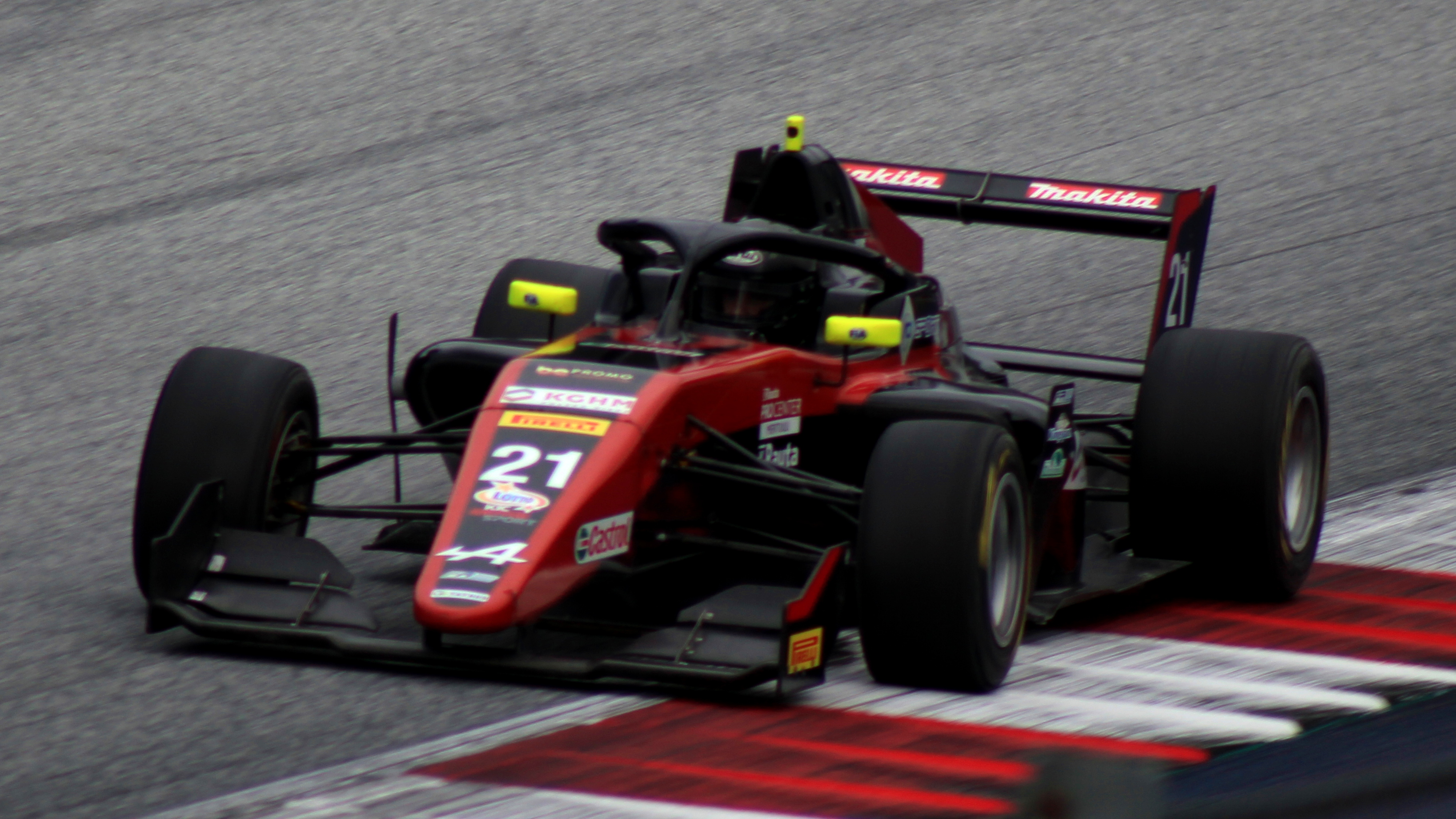
위신스키가 레드불 링에서 열린 2022 포뮬러 유럽 지역 선수권 대회에 출전하고 있다.

2022년, 위신스키는 프란체스코 브라스키와 산티아고 라모스와 함께 KIC 모터스포트와 함께 2022 포뮬러 리저널 유럽 챔피언십에 진출했다. 몬자에서의 첫 주말 동안 그는 24위와 21위를 기록했으며, 그 결과 챔피언십에서 최고의 성적을 거두었다. 이몰라에서 열린 2라운드에서 파트릭 파스마는 학교 약속에 참석하기 위해 위신스키를 대신했다. 그러나 그는 모나코에서 열린 다음 라운드로 돌아갔다. 위신스키는 시즌 내내 득점을 기록하지 못했고 순위에서 35위로 마감했다.

### FIA 포뮬러 3 챔피언십

#### 2023
2023년, 위신스키는 Charouz에 의해 PHM 레이싱과 함께 FIA 포뮬러 3 챔피언십으로 승격될 것이라고 발표되었다. 이 챔피언십은 소피아 플뢰르쉬와 로베르토 파리아와 함께 진행되었다. 첫 네 라운드 동안 위신스키는 멜버른에서 최고 성적인 18위를 기록했다. 그러나 그는 GB3 레이서인 맥켄지 크레스웰과 스필버그를 시작으로 교체되었다. 7월 1일 페이스북 게시물에서 위신스키는 PHM 레이싱과의 관계를 "정지"하기로 결정했다고 밝히며, 차량 설정에 관한 드라이버들과의 협력 부족과 "작업 방법과 의지를 아는 유일한 사람" 엔지니어 해고 등 팀의 부주의를 이유로 들었다. 시즌이 끝날 무렵 위신스키는 전체 순위에서 34위에 올랐다.

#### 2024
2024년 1월, 위신스키가 2024 시즌을 위해 FIA 포뮬러 3로 복귀할 것이라고 발표되었다. 이 팀은 캘럼 보이신과 조셉 로크와 함께 새롭게 브랜드를 변경했다. 팀 동료 조셉 로크와 캘럼 보이신을 압도하고 그리드 맨 뒤에서 종종 부진한 모습을 보였다. 그러나 그의 큰 휴식기는 댐프 실버스톤 피처 레이스 중에 찾아왔다. 그는 마지막 랩에서 리더보드를 타고 시즌의 유일한 포인트인 5위를 차지하며 드라이 타이어에 남기로 한 대담한 결정이 옳았다. 그의 결과는 결국 로크보다 10점 앞서 23위에 올랐지만 팀 동료 보이신에게는 상당히 뒤처졌다.

## 카트 경력

### 카트 경력 요약
| 시즌    | 시리즈                                        | 팀                          | 순위 |
| ------- | --------------------------------------------- | --------------------------- | ---- |
| 2011    | 로탁스 맥스 챌린지 폴란드 – 마이크로 맥스     |                             | 9위  |
| 2012    | 로탁스 맥스 챌린지 폴란드 – 마이크로 맥스     | 와이르지코프스키 모터스포츠 | 2위  |
| 2013    | 로탁스 맥스 챌린지 폴란드 – 마이크로 맥스     |                             | 7위  |
| 2014    | 로탁스 맥스 챌린지 중부-동부 유럽 – 미니 맥스 |                             | 2위  |
| 2014    | 로탁스 맥스 챌린지 폴란드 – 미니 맥스         | 와이르지코프스키 모터스포츠 | 1위  |
| 2015    | 로탁스 맥스 챌린지 그랜드 파이널 – 미니 맥스  |                             | 4위  |
| 2015    | 국제 폴란드 챔피언십 – 로탁스 맥스 주니어     | 와이르지코프스키 모터스포츠 | 5위  |
| 2015    | 로탁스 맥스 챌린지 폴란드 – 주니어 맥스       | 와이르지코프스키 모터스포츠 | 3위  |
| 2016    | CIK-FIA 카트 아카데미 트로피                  |                             | 21위 |
| 2016    | 로탁스 맥스 윈터컵 – 로탁스 맥스 주니어       | 와이르지코프스키 모터스포츠 | 28위 |
| 2016    | 국제 폴란드 챔피언십 – 로탁스 맥스 주니어     | 와이르지코프스키 모터스포츠 | 2위  |
| 2016    | 로탁스 맥스 챌린지 폴란드 – 주니어 맥스       | 와이르지코프스키 모터스포츠 | 2위  |
| 2017    | 로탁스 맥스 챌린지 그랜드 파이널 – 주니어     | 와이르지코프스키 모터스포츠 | 47위 |
| 2017    | 로탁스 맥스 윈터컵 – 로탁스 맥스 주니어       |                             | 12위 |
| 2018    | FIA 중부 유럽 지역 – R DD2                    | 와이르지코프스키 모터스포츠 | 7위  |
| 2018    | 로탁스 맥스 챌린지 그랜드 파이널 – DD2        | 와이르지코프스키 모터스포츠 | 17위 |
| 2018    | 로탁스 맥스 챌린지 유로 트로피 – DD2          |                             | 6위  |
| 2018    | 골드 트로피 - DD2 Max                         |                             | 2위  |
| 2018    | 로탁스 맥스 챌린지 – DD2 맥스                 |                             | 2위  |
| 2019    | 로탁스 맥스 챌린지 유로 트로피 – DD2          | 와이르지코프스키 모터스포츠 | 13위 |
| 출처처: |                                               |                             |      |

## 레이싱 기록

### 레이싱 경력 요약
| 시즌 | 시리즈                       | 팀                  | 경기 | 우승 | 폴 | 패스트 랩 | 포디움 | 점수 | 순위 |
| ---- | ---------------------------- | ------------------- | ---- | ---- | -- | --------- | ------ | ---- | ---- |
| 2020 | 이탈리아 F4 챔피언십         | 젠저 모터스포트     | 15   | 0    | 0  | 0         | 0      | 12   | 19위 |
| 2021 | 이탈리아 F4 챔피언십         | 젠저 모터스포트     | 21   | 0    | 0  | 0         | 0      | 15   | 23위 |
| 2022 | 포뮬러 지역 유럽 선수권 대회 | KIC 모터스포트      | 17   | 0    | 0  | 0         | 0      | 0    | 35위 |
| 2023 | FIA 포뮬러 3 챔피언십        | 카루즈의 PHM 레이싱 | 8    | 0    | 0  | 0         | 0      | 0    | 34위 |
| 2024 | FIA 포뮬러 3 챔피언십        | 로댕 모터스포트     | 20   | 0    | 0  | 0         | 0      | 10   | 23위 |

* 시즌이 아직 진행 중이다.

### 이탈리아 F4 챔피언십 전체 결과
(key) (볼록한 레이스는 극 위치를 나타냅니다) (이탤릭체로 표시된 레이스는 가장 빠른 랩을 나타냅니다)
| 년도 | 팀              | 1         | 2        | 3        | 4         | 5         | 6         | 7         | 8        | 9         | 10       | 11       | 12       | 13       | 14       | 15        | 16       | 17       | 18      | 19      | 20        | 21       | 순위 | 점수 |
| ---- | --------------- | --------- | -------- | -------- | --------- | --------- | --------- | --------- | -------- | --------- | -------- | -------- | -------- | -------- | -------- | --------- | -------- | -------- | ------- | ------- | --------- | -------- | ---- | ---- |
| 2020 | 젠저 모터스포트 | MIS 1 Ret | MIS 2 16 | MIS 3 19 | IMO1 1 19 | IMO1 2 15 | IMO1 3 17 | RBR 1 Ret | RBR 2 12 | RBR 3 23† | MUG 1 20 | MUG 2 16 | MUG 3 19 | MNZ 1 8  | MNZ 2 6  | MNZ 3 22† | IMO2 1   | IMO2 2   | IMO2 3  | VLL 1   | VLL 2     | VLL 3    | 19위 | 12   |
| 2021 | 젠저 모터스포트 | LEC 1 27  | LEC 2 11 | LEC 3 21 | MIS 1 22  | MIS 2 18  | MIS 3 16  | VLL 1 17  | VLL 2 10 | VLL 3 17  | IMO 1 8  | IMO 2 20 | IMO 3 11 | RBR 1 12 | RBR 2 16 | RBR 3 23  | MUG 1 12 | MUG 2 14 | MUG 3 7 | MNZ 1 8 | MNZ 2 30† | MNZ 3 22 | 23위 | 15   |

### 완전한 포뮬러 유럽 지역 선수권 대회 결과
(key) (볼록한 레이스는 극 위치를 나타냅니다) (이탤릭체로 표시된 레이스는 가장 빠른 랩을 나타냅니다)
| 년도 | 팀             | 1        | 2        | 3     | 4     | 5         | 6        | 7        | 8        | 9        | 10       | 11       | 12       | 13       | 14        | 15       | 16       | 17       | 18       | 19       | 20        | DC   | 점수 |
| ---- | -------------- | -------- | -------- | ----- | ----- | --------- | -------- | -------- | -------- | -------- | -------- | -------- | -------- | -------- | --------- | -------- | -------- | -------- | -------- | -------- | --------- | ---- | ---- |
| 2022 | KIC 모터스포트 | MNZ 1 24 | MNZ 2 21 | IMO 1 | IMO 2 | MCO 1 DNQ | MCO 2 23 | LEC 1 30 | LEC 2 27 | ZAN 1 29 | ZAN 2 25 | HUN 1 28 | HUN 2 24 | SPA 1 29 | SPA 2 Ret | RBR 1 28 | RBR 2 23 | CAT 1 28 | CAT 2 25 | MUG 1 27 | MUG 2 Ret | 35위 | 0    |

* 시즌이 아직 진행 중이다.

### FIA 포뮬러 3 챔피언십 전체 결과
(key) (볼록한 레이스는 극 위치를 나타냅니다) (이탤릭체로 표시된 레이스는 가장 빠른 랩을 나타냅니다)
| 년도 | 참가팀팀              | 1          | 2          | 3          | 4           | 5          | 6          | 7          | 8          | 9          | 10         | 11         | 12         | 13         | 14        | 15         | 16         | 17         | 18         | 19          | 20          | DC   | 점수 |
| ---- | --------------------- | ---------- | ---------- | ---------- | ----------- | ---------- | ---------- | ---------- | ---------- | ---------- | ---------- | ---------- | ---------- | ---------- | --------- | ---------- | ---------- | ---------- | ---------- | ----------- | ----------- | ---- | ---- |
| 2023 | PHM Racing by Charouz | BHR SPR 25 | BHR FEA 24 | MEL SPR 23 | MEL FEA Ret | MON SPR 18 | MON FEA 22 | CAT SPR 24 | CAT FEA 21 | RBR SPR    | RBR FEA    | SIL SPR    | SIL FEA    | HUN SPR    | HUN FEA   | SPA SPR    | SPA FEA    | MNZ SPR    | MNZ FEA    |             |             | 34위 | 0    |
| 2024 | 로댕 모터스포트       | BHR SPR 25 | BHR FEA 25 | MEL SPR 23 | MEL FEA 23  | IMO SPR 20 | IMO FEA 23 | MON SPR 21 | MON FEA 25 | CAT SPR 24 | CAT FEA 24 | RBR SPR 23 | RBR FEA 19 | SIL SPR 14 | SIL FEA 5 | HUN SPR 24 | HUN FEA 21 | SPA SPR 21 | SPA FEA 24 | MNZ SPR Ret | MNZ FEA Ret | 23위 | 10   |

* 시즌이 아직 진행 중이다.